# Guillaume de Brunswick
Guillaume-Auguste-Louis-Maximilien-Frédéric (25 avril 1806, Brunswick – 18 octobre 1884, château de Sibyllenort) est duc de Brunswick de 1830 à sa mort.
Il est parfois numéroté Guillaume VIII.

## Biographie
Second fils de Frédéric-Guillaume de Brunswick-Wolfenbüttel (1771-1815) et de Marie de Bade (1782-1808), il est placé sous la tutelle du prince de Galles Georges, également régent du Royaume-Uni et prince de Hanovre, à la mort de son père en 1815.
Il devient major dans l'armée prussienne en 1823. En 1830, lorsque son frère aîné, le duc Charles II, est déposé à la suite d'une révolution, il monte sur le trône comme lieutenant-général, avant d'être reconnu en 1831 par la Diète germanique comme duc régnant en vertu de son droit propre, Charles II étant déclaré incapable de régner. Guillaume laisse pour l'essentiel ses ministres gouverner et passe le plus clair de son temps en dehors de ses États ou dans ses possessions personnelles d’Œls.
En 1866, Guillaume rejoint la Confédération de l'Allemagne du Nord, dominée par la Prusse, mais celle-ci refusa de reconnaître comme son héritier son plus proche parent en ligne masculine, le duc de Cumberland et Teviotdale Ernest-Auguste, en raison des prétentions de celui-ci sur le royaume de Hanovre. De leur côté, les Hanovre méprisent ouvertement les Hohenzollern et refusent de leur parler.
À la mort de Guillaume, en 1884, Ernest-Auguste hérite de ses possessions personnelles, mais il ne peut hériter du duché de Brunswick : en résulta une crise constitutionnelle à Brunswick qui ne se dénoue qu'avec l'accession au trône d'Ernest-Auguste III, fils du duc de Cumberland, en 1913.
Malgré un vague projet d'union avec la princesse Sophie de Wurtemberg au début de son règne, Guillaume meurt célibataire mais père de nombreux enfants naturels. Dans l'attente d'un accord entre la Maison de Hanovre et la Maison de Hohenzollern, après un court intérim, le prince Albert de Prusse est nommé régent par l'empereur l'année suivante.
À la mort du régent en 1906, le duc Jean-Albert de Mecklembourg lui succédera. Un accord fortuit et romanesque sera trouvé en 1913 permettant aux Hanovre de retrouver leurs terres.